# Jakubowice (Siemianowice Śląskie)
Jakubowice – dawna wieś w historycznej ziemi bytomskiej, obecnie zaginiona.  

## Lokalizacja
Odnośnie do dokładnego położenia wsi w literaturze pojawiały się różne hipotezy. Siedliska Jakubowic doszukiwano się m.in. w pobliżu kopalni Saturn w Czeladzi czy w rejonie siemianowickiego parku Pszczelnik. Najnowsze ustalenia badaczy odrzucają jednak te hipotezy, wskazując za najbardziej prawdopodobny rejon kolonii Srokowiec na terenie dzisiejszego miasta Siemianowice Śląskie. W średniowieczu wieś graniczyła z Bytkowem, Bogucicami, Dąbrówką Małą, Siemianowicami i Czeladzią.  

## Toponomastyka
Nazwa patronimiczna, pochodząca od imienia Jakub. Z pochodzeniem nazwy wiąże się jedna z legend o trzech braciach: Jakubie, Michale i Siemionie (Szymonie), którzy zajmowali się rybołówstwem w okolicznych stawach. Od ich imion pochodzą części Siemianowic Śląskich – odpowiednio: dawna wieś Jakubowice, Michałkowice i Siemianowice.

## Początki wsi
Pierwsza wzmianka o wsi pochodzi z urbarza bytomskiego, opracowanego w 1532 roku Już wtedy osada została określona jako „opuszczona”, co wskazuje, że jej rodowód sięga wcześniejszych stuleci. U progu XVI wieku Jakubowice były wsią rycerską w posiadaniu Tomasza Bolcza. Za błędny należy uznać pojawiający się w literaturze pogląd, jakoby w 1498 roku wieś należała do Mikołaja Mieroszewskiego. Ten ród objął grunty jakubowickie dopiero w 2. połowie XVI wieku. 

## Opuszczenie wsi
W literaturze przez lata błędne przyjmowano, jakoby wieś została zniszczona w stycznia 1588 roku w czasie tzw. wojen sukcesyjnych pomiędzy zwolennikami Maksymiliana III Habsburga a Janem Zamoyskim. W czasie tych walk ucierpiały prawdopodobnie inne Jakubowice, leżące w pobliżu Byczyny. Z kolei Jakubowice w ziemi bytomskiej opuszczono jeszcze przed 1532 rokiem, choć nieznane są przyczyny tego wydarzenia. Wsi już nigdy nie odbudowano, a jej grunty włączono do sąsiednich folwarków i osad. Przez kolejne stulecia Jakubowice wzmiankowano jako puste. 2 stycznia 1596 roku pustą wieś Jakubowice odziedziczył Krzysztof Mieroszewski, a 12 października 1623 roku obszar Jakubowic Zofia z Giebułtowa Mieroszewska sprzedała Wojciechowi Mieroszewskiemu. Dobra te pozostawały w rodzie Mieroszewskich do 1692 roku.